# Albert Hößler
Albert Hößler (* 11. Oktober 1910 in Mühlau; † 22. Dezember 1942 in Berlin) war ein deutscher Widerstandskämpfer gegen den Nationalsozialismus und im Spanischen Bürgerkrieg sowie im Zweiten Weltkrieg ein Agent des sowjetischen Geheimdienstes NKWD.

## Leben
Hößler wurde als Sohn eines Handschuhmachers geboren. Sein Vater wurde im Ersten Weltkrieg schwer verwundet und kehrte als Kriegsversehrter 1915 zurück. Die Familie lebte in armen Verhältnissen. Seine Mutter starb 1917. 1925 schloss Hößler die Volksschule ab und begann eine Lehre als Gärtner, die er jedoch aus finanziellen Gründen abbrach. Er nahm diverse Arbeiten an. Nacheinander war er als Hilfsarbeiter im Baugewerbe, als Färber und als bei der Gemeinde Hartmannsdorf angestellter Waldgehilfe tätig. In Herrenhaide fand er dann längerfristig eine Anstellung als Gärtner und Kraftfahrer.
1928, nach anderen Angaben 1927, trat er dem Kommunistischen Jugendverband (KJVD) bei. Zwei Jahre später wurde er Mitglied der KPD, für die er 1932 in die Gemeindevertretung von Göppersdorf bei Burgstädt gewählt wurde.
Am 12. Dezember 1932 wurde Hößler in Zusammenhang mit einer von Auseinandersetzungen mit der Polizei begleiteten Demonstration von Arbeitslosen vor dem Amtsgericht Burgstädt verhaftet. Er blieb bis zum 12. Januar 1933 in Untersuchungshaft. Kurz nach der Machtergreifung der Nationalsozialisten am 1. März 1933 wurde er erneut verhaftet und im Polizeigefängnis Chemnitz inhaftiert. Aufgrund einer Verwechslung kam er am 22. März 1933 wieder frei und floh in die Tschechoslowakei. 1934 kehrte er illegal nach Deutschland zurück und organisierte Widerstandsgruppen von Jugendlichen im Ruhrgebiet. Aufgrund von Anfang 1935 einsetzenden Massenverhaftungen floh Hößler über Belgien in die Niederlande. Hößler emigrierte in die Sowjetunion und absolvierte von Oktober 1935 bis Anfang 1937 eine Kaderschulung an der Internationalen Lenin-Schule der Komintern in Moskau. Im April 1937 ging Hößler nach Spanien, um am Spanischen Bürgerkrieg teilzunehmen. Zusammen mit Wilhelm Fellendorf besuchte Hößler eine geheime Ausbildungsschule des NKWD in Benimanet bei Valencia. Danach wurde er dem Bataillon „Hans Beimler“ der XI. Internationalen Brigade zugeteilt. Im Juni 1937 wurde er an der Guadalajara-Front schwer verwundet. Nach einem Aufenthalt in einem spanischen Lazarett und einem Pariser Krankenhaus gelangte er schließlich 1939 nach Moskau in ein Sanatorium. 1940 wurde er als Metallarbeiter im Tscheljabinsker Traktorenwerk ausgebildet und heiratete 1941 die Ärztin Klawdia Rubzowa.
Nach dem Angriff Deutschlands auf die Sowjetunion meldete er sich freiwillig auf sowjetischer Seite zum Militärdienst. Er wurde in Moskau, Rjasan und Ufa für einen Einsatz als Fallschirmagent in Deutschland ausgebildet. Am 5. August 1942 sprang Hößler zusammen mit Robert Barth in Wehrmachtsuniform bei Gomel hinter den deutschen Linien mit einem Fallschirm ab. Partisanen betreuten die beiden Ankömmlinge. Über Warschau und Posen reisten sie bewaffnet und unter falscher Identität nach Berlin und nahmen Kontakt zur Widerstandsgruppe um Elisabeth und Kurt Schumacher auf. Albert Hößler gelang es, aus der Wohnung von Erika von Brockdorff einen Funkspruch an den Auslandsnachrichtendienst des NKWD zu senden.
Nach Enttarnung der Gruppe ab Ende August 1942 wurde Hößler Ende September 1942 von der Gestapo verhaftet und bald darauf ohne Gerichtsverfahren ermordet.

## Rezeption
In der Zeit der DDR gab es zum Teil verfälschende, die Bedeutung Hößlers für die Rote Kapelle überhöhende Darstellungen. So schrieb Klaus Drobisch 1963, dass die von Harro Schulze-Boysen und Arvid Harnack geleitete Widerstandsorganisation „von dem mit dem Fallschirm abgesprungenen ZK-Instrukteur Albert Hößler unmittelbar angeleitet wurde.“ Diese Darstellungen entbehrten jedoch auch nach damaligem Kenntnisstand der historischen Grundlage. Eine weitere Darstellung der Rolle Hößlers in der Roten Kapelle erfolgte 1979 in dem Buch Rote Kapelle gegen Hitler des MfS-Offiziers Julius Mader, das heute als Beispiel für manipulierte Geschichtsschreibung gewertet wird. Seit den 1960er Jahren wurden in der DDR sämtliche Biographien der Mitglieder der Roten Kapelle vom Ministerium für Staatssicherheit angepasst, um dem Geheimdienst der DDR selbst antifaschistische Wurzeln zu geben. Im Rahmen der revolutionären Traditionspflege spielte Hößler in seiner Tätigkeit als „Kundschafter“ für die Sowjetunion und als antifaschistischer Widerstandskämpfer der Schulze-Boysen/Harnack-Organisation im Ministerium für Staatssicherheit eine große Rolle.

## Ehrungen
Nach einer seit 1967 dauernden Abstimmung zwischen dem Ministerium für Staatssicherheit der DDR und dem sowjetischen Geheimdienst KGB wurde Hößler am 6. Oktober 1969 postum der sowjetische Orden des Vaterländischen Krieges Erster Stufe verliehen.
In der DDR war eine Kaserne des MfS in Glienicke/Nordbahn nach ihm benannt.
Andere in der Zeit der DDR erfolgte Benennungen verschwanden jedoch nach der politischen Wende des Jahres 1989. So wurde die in Magdeburg nach ihm benannte Albert-Hößler-Straße umbenannt. Die nach ihm benannte Kaserne im sächsischen Frankenberg wurde nach 1990 entwidmet.
Heute trägt eine Straße im Wohngebiet Frankfurter Alle Süd nahe der ehemaligen Zentrale des Ministeriums für Staatssicherheit in Berlin-Lichtenberg den Namen Albert Hößlers.